# Amalia Brugnoli
Amalia Brugnoli Samengo (Milano, 11 agosto 1802 – 1892) è stata una ballerina italiana, oltre che mima e prima ballerina, ricordata come l'iniziatrice della danza sulle punte eseguita per la prima volta a Vienna.

## Biografia

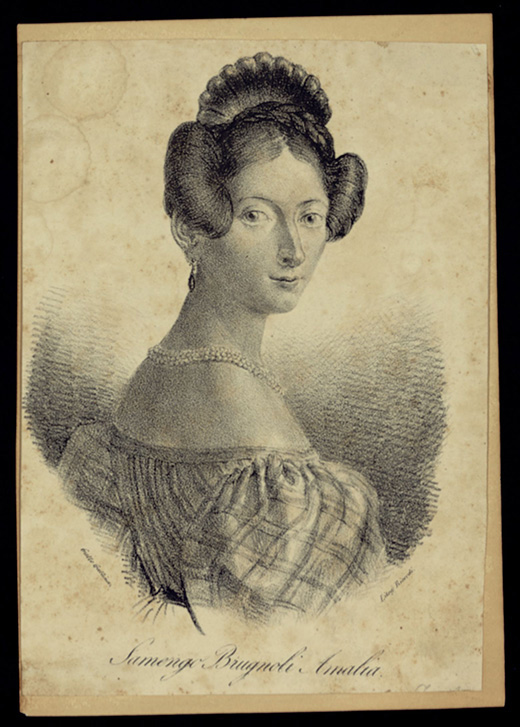
Amalia Brugnoli in un ritratto di Gallo Gallina

Nata a Milano nel 1802 figlia di due "primi grotteschi" i ballerini Paolo e Giuseppa Brugnoli, nel 1813 si iscrisse all'Imperial Regia Accademia di Ballo del Teatro alla Scala aperta in quello stesso anno, della quale è stata una delle prime diplomate. A Milano è stata anche allieva privata di Carlo Blasis nel periodo in cui questi danzava alla Scala. 
Come tutti gli allievi e le allieve, sin dalle origini della Scuola, ha sempre offerto un valido apporto agli spettacoli del Teatro, partecipando a opere e balletti.
Sotto la guida del Maestro Louis Henry è divenuta prima ballerina seria al Teatro Sant'Agostino di Genova.
Attiva in Italia e all'estero, tra le migliori ballerine dell'epoca, fra le allieve più celebri che hanno portato nel mondo l'arte della Scuola di ballo scaligera.
Nel 1823 sotto l'insegnamento del maestro Augusto Vestris e di suo figlio Armando ha danzato a Vienna nel balletto La Fée et le Chevalier di Armando Vestris, in cui per la prima volta si è esibita con brio e velocità nella danza sulle punte, per lo più per due o tre passaggi. A danzare per prima sulle punte un intero balletto sarà invece Maria Taglioni nel 1832 in La Sylphide.
Tornata in Italia, Amalia ha danzato con Blasis e nel 1828, dopo un soggiorno a Napoli, si è sposata col primo ballerino e coreografo del Regio Teatro San Carlo, Paolo Samengo.
Nel 1832 i Samengo sono apparsi insieme al King's Theatre di Londra, dove critici e pubblico hanno applaudito la precisione "infallibile" della danza sulle punte della Brugnoli.
Amalia Brugnoli e Paolo Samengo in quegli anni hanno viaggiato e si sono esibiti in tutta Italia e i diversi paesi europei.
Nella stagione 1837-38 Amalia ha danzato alla Fenice La Sylphide nella versione di Antonio Cortesi.
La Brugnoli ha preso parte a quasi tutti i balli del repertorio del marito ed è emersa particolarmente nel Conte Pini, lodatissimo lavoro del suo consorte, che può dirsi abbia fatto il giro dei teatri di tutta Italia.
Terminati i loro impegni con quella direzione si sono ritirati dalle scene nel 1837, anno di nascita del loro primogenito Federico a cui è seguito un secondo figlio, Giuseppe, nel 1844.

## Ritratti di Amalia
- Archivio Teatro Napoli, su archiviteatro.napolibeniculturali.it. URL consultato il 28 febbraio 2021 (archiviato dall'url originale il 13 aprile 2013).
- Josef Kriehuber, Amalie Brugnoli-Samengo, su 193.59.172.17. URL consultato il 28 febbraio 2021 (archiviato dall'url originale il 28 novembre 2012).